# 巴尔干语言
除几种突厥语系语言外，巴尔干半岛所有语言都属于印欧语系。其中部分语言属于一个研究充分的语言联盟，也即它们因接触，演化出了语法和音系上的相似性。

## 印欧语系

### 阿尔巴尼亚语族
- 阿尔瓦尼迪卡语
  - 西北方言
  - 中南方言
  - 色雷斯方言
- 盖格方言
- 标准阿尔巴尼亚语
- 阿尔伯雷什语
- 托斯克方言
- 伊斯特拉方言

### 希腊语族
- 卡帕多细亚希腊语
- 本都希腊语
- 标准希腊语
- 亞美尼亞語
- Tsakonian

### 印度-雅利安语族
- 罗姆语

### 斯拉夫语族

#### 东南斯拉夫语支
- 保加利亚语
- 马其顿语

#### 过渡方言
- 过渡保加利亚方言
- 过渡塞尔维亚-克罗地亚方言(古拉尼语/托尔拉库方言)

#### 西南斯拉夫语支
- 波斯尼亚语
- 克罗地亚语
- 蒙特内哥罗语
- 塞尔维亚语
- 斯洛文尼亚语

### 罗曼语支
- 阿罗马尼亚语
- 伊斯特拉语(伊斯特拉半岛西部)
- 伊斯特拉-罗马尼亚语(伊斯特拉半岛东部)
- 意大利语(亚得里亚海海岸)
- 犹太西班牙语(希腊、土耳其、波斯尼亚、塞尔维亚、北马其顿、保加利亚)
- 梅格伦诺-罗马尼亚语
- 罗马尼亚语

## 突厥语系
- 克里米亚鞑靼语
- 加告兹语
- 鞑靼语
- 土耳其语

## 已灭绝语言
- 古马其顿语
- 达契亚语
- 达尔马提亚语
- 伊特拉克里特语
- 伊特拉塞浦路斯语
- 伊利里亚语
- 利姆尼亚语
- 利布尔尼亚语
- 奥斯曼语
- 培奥尼亚语
- 佩拉斯戈斯语
- 弗里吉亚语
- 色雷斯语